# 33762 Sanjayseshan
33762 Sanjayseshan este o planetă minoră (asteroid), cu un diametru de 4,535 km, din centura de asteroizi. A fost descoperită pe 7 septembrie 1999 la Experimental Test Site⁠(d) de Lincoln Near-Earth Asteroid Research. 
Obiectul prezintă o orbită caracterizată de o semiaxă mare de 2,7407394 UAi, o excentricitate de 0,08, o înclinație de 3,94999 ° în raport cu ecliptica.